# Natalia Ivanova (futbolista)
Natalia Ivanova (Kazajistán; 11 de diciembre de 1979) es una exfutbolista internacional de Kazajistán. Jugaba como centrocampista o defensora en el CSHVSM-Kairat. Fue internacional con la Selección femenina de fútbol de Kazajistán del 2003 al 2014.

## Carrera
Ha jugado en el Alma KTZH (conocido antes como Temir Zholy), en el FK Universitet Vitebsk y en el CSHVSM-Kairat. Su primer partido internacional fue el 16 de julio de 2003 en la Copa femenina de la UEFA 2003-04 entre el Temir Zholy y el Cardiff City Ladies Football Club.

## Selección nacional
Su debut con la Selección femenina de futbol de Kazajistán se produjo el 24 de agosto de 2003, en un partido clasificatorio para la Eurocopa Femenina de Fútbol contra la Selección femenina de fútbol de Estonia, en el que su equipo ganó 3-2. Nunca se ha clasificado para una fase final de una competición internacional.

## Clubes
| Club                   | País        | Año |
| ---------------------- | ----------- | --- |
| Temir Zholy            | Kazajistán  |     |
| Alma KTZH              | Kazajistán  |     |
| FK Universitet Vitebsk | Bielorrusia |     |
| CSHVSM-Kairat          | Kazajistán  |     |